# Biotopo Buche di ghiaccio
Il biotopo Buche di ghiaccio (in tedesco Biotop Eppaner Eislöcher) è un'area naturale protetta dell'Alto Adige istituita nel 1998.
Occupa una superficie di 12,22 ha tra i comuni di Appiano sulla Strada del Vino e Caldaro sulla Strada del Vino nella provincia autonoma di Bolzano..
L'area del biotopo corrisponde in parte con l'omonimo sito di interesse comunitario e zona speciale di conservazione (IT3110033) che ha un'estensione di 28 ettari.
Qui, ad un'altezza di circa 500 m s.l.m., il particolare microclima originato dalle buche di ghiaccio fa sì che nella immediate vicinanze si invertano le fasce vegetazionali e crescano il rododendro rosso, mirtilli rossi, la rosa alpina e la clematide alpina. Tutte specie che normalmente crescono a quote ben più elevate. Nei pressi, invece, si possono osservare specie botaniche che amano il caldo. In un'area decisamente ristretta sono state contate fino a 600 specie vegetali diverse.

## Fauna

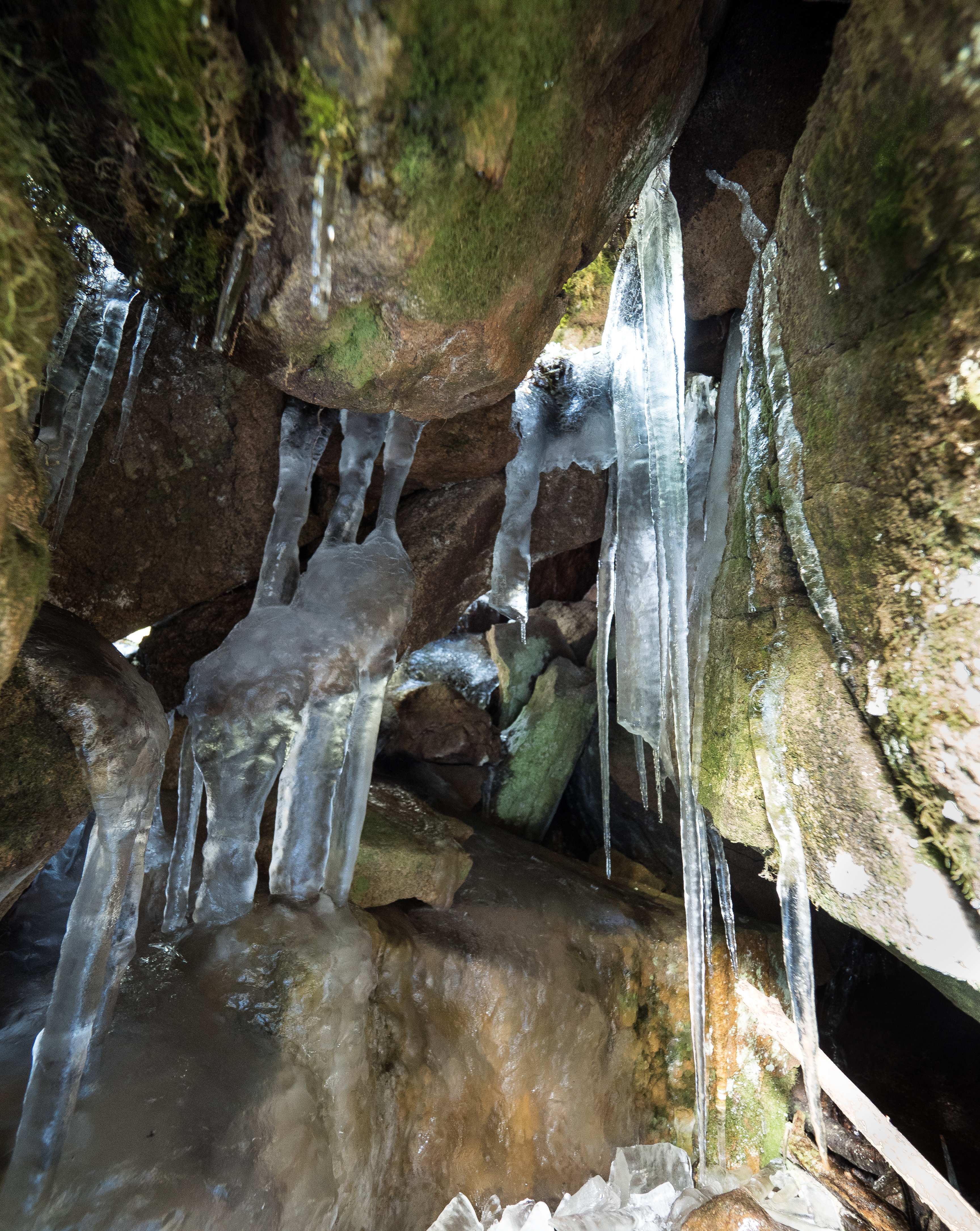
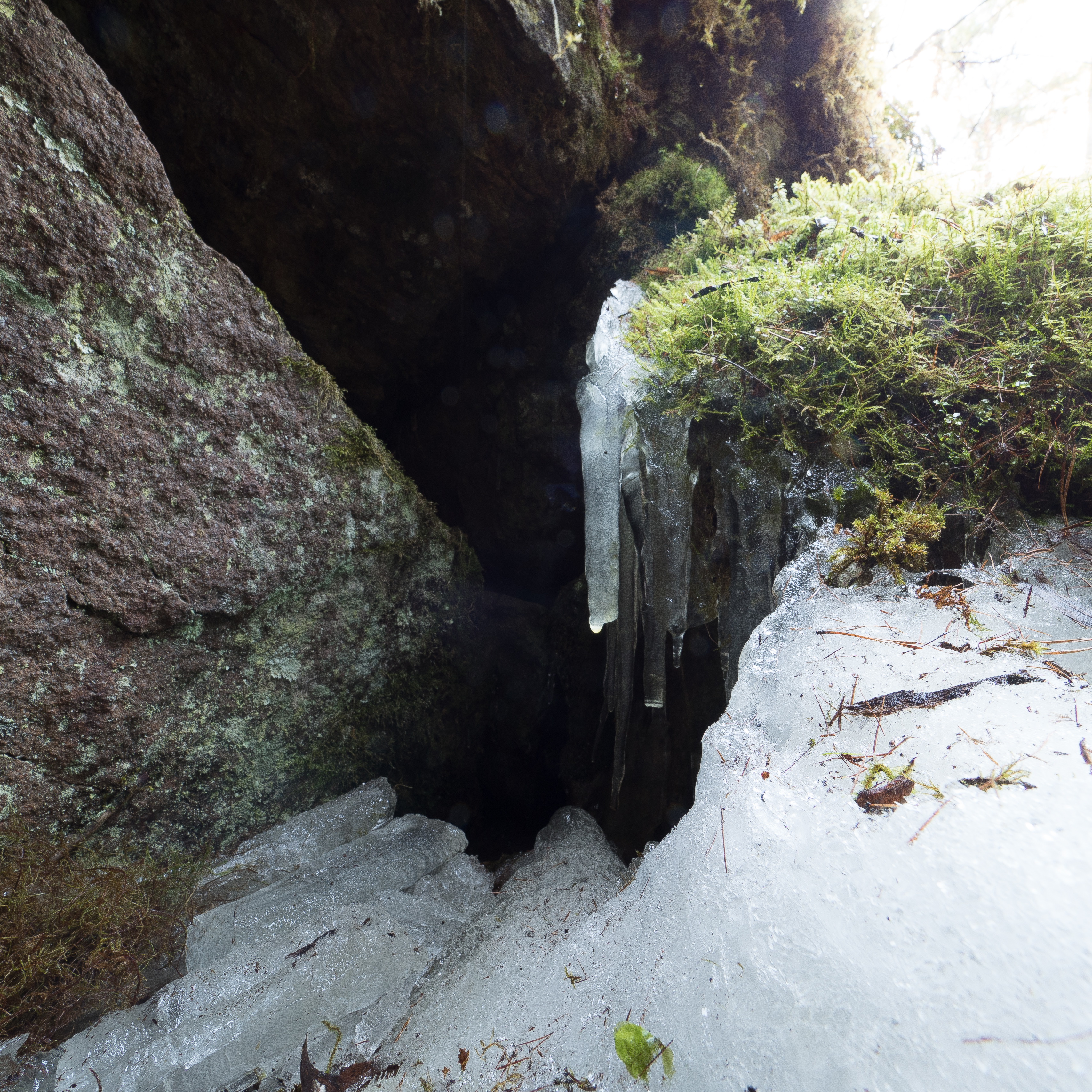
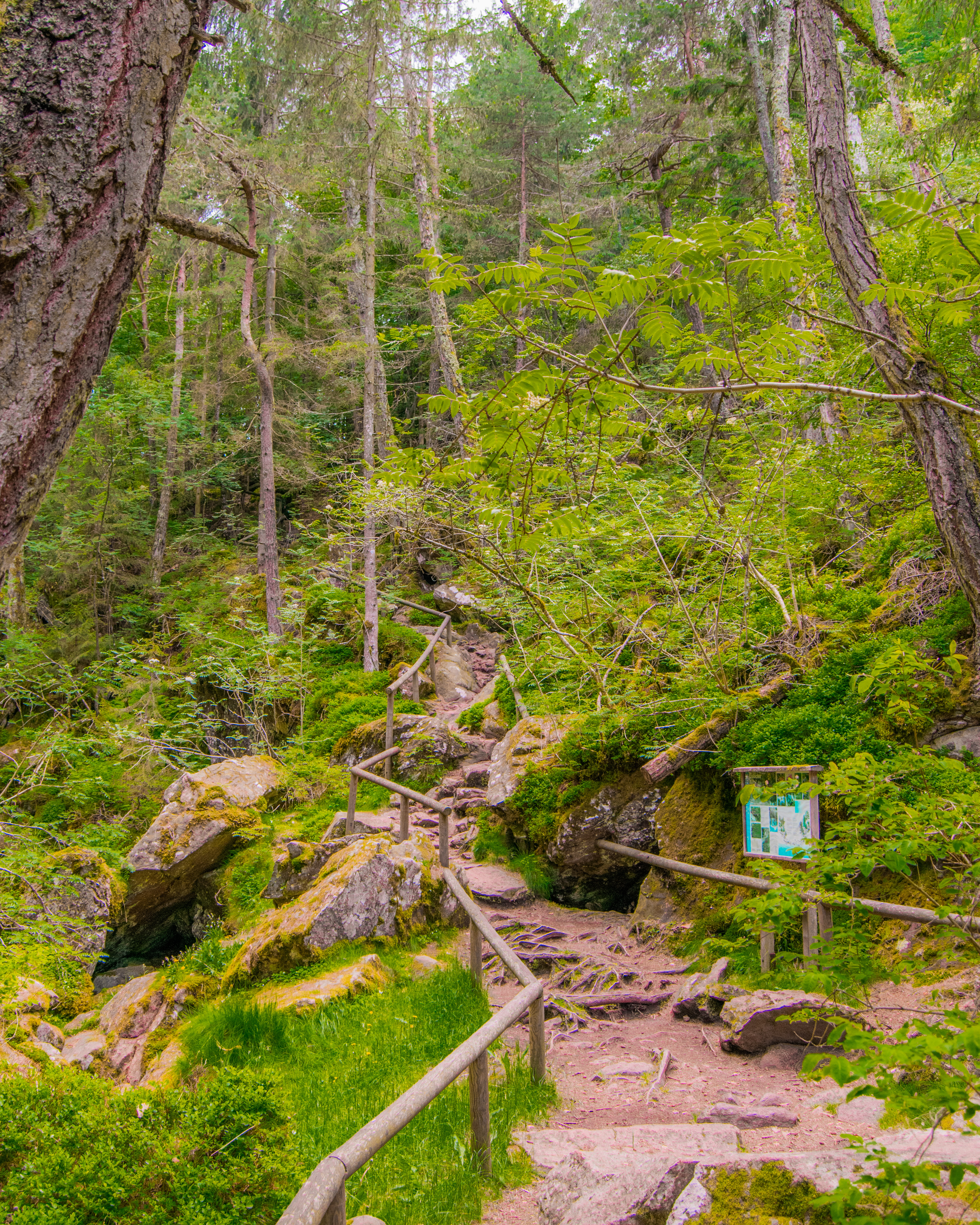
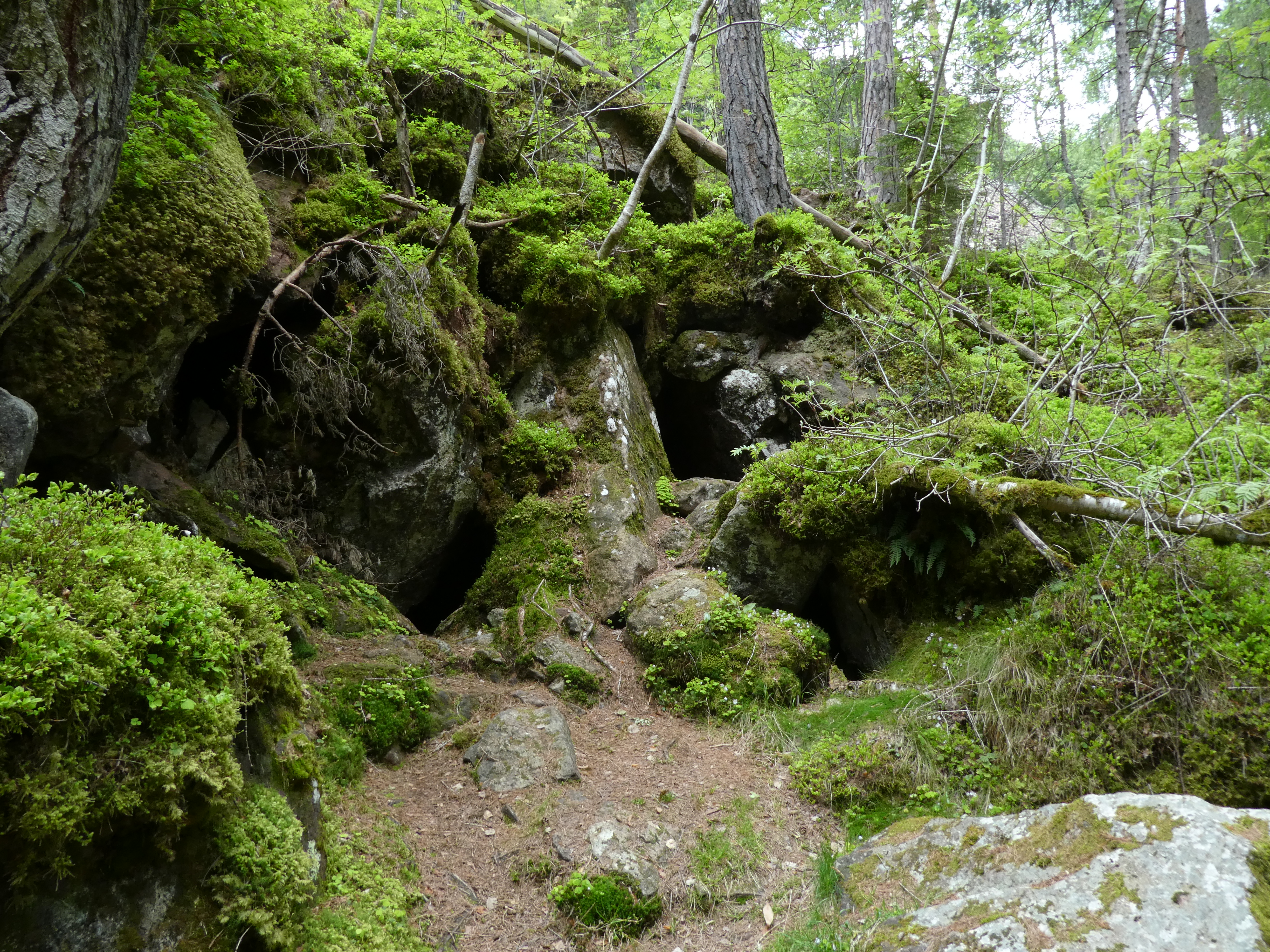